# Herbert Pahlings
Herbert Pahlings (* 12. Mai 1939 in Krefeld; † 9. Januar 2012 in Aachen) war ein deutscher Mathematiker.

## Leben und Werk
Herbert Pahlings studierte ab 1959 Mathematik und Physik an der Eberhard-Karls-Universität Tübingen und der Justus-Liebig-Universität Gießen, an der er 1965 sein Diplom in Mathematik erhielt und 1968 bei Hermann Boerner promoviert wurde (Theorie der projektiven Darstellungen endlicher Gruppen). Danach arbeitete er zunächst als Assistent in Gießen sowie anschließend an der Texas A&M University und war in den Jahren 1973/74 an der Carleton University tätig. 1975 habilitierte sich Pahlings in Gießen und wurde Akademischer Oberrat. Im Jahr 1979 wurde er als ordentlicher Professor an die RWTH Aachen berufen, wo er 2004 emeritiert wurde.
Pahlings befasste sich mit Gruppentheorie und Darstellungstheorie von endlichen Gruppen sowie modularen Darstellungen und speziell ab seiner Zeit in Aachen mit  algorithmischen Aspekten der Darstellungstheorie und deren Implementierung in GAP. Sein Lehrbuch mit seinem Schüler Klaus Lux über algorithmischer Aspekte der Darstellungstheorie ist ein Standardwerk und die erste Zusammenfassung des Gebiets sowohl gewöhnlicher als auch modularer algorithmischer Darstellungstheorie. Pahlings gehört zu den Entwicklern der in Fortran geschriebenen Programmsammlung CAS (Character Algebra System) für die Berechnung von Tafeln von Gruppencharakteren, das eine wichtige Rolle in den Konstruktionen der einfachen endlichen Gruppen im Rahmen von deren Klassifizierungsprogramms, beispielsweise zur Überprüfung der zuvor von Hand ausgeführten Rechnungen im Atlas of finite groups (John Horton Conway, Simon Norton, Richard A. Parker, Robert Arnott Wilson und andere, Universität Cambridge, erschienen 1985). Er zeigte 1982, wie man neue Charaktertafeln interaktiv am Computer aus Teilen von anderen schon bekannten Tafeln gewinnen kann. Aus CAS entstand unter Beteiligung von Pahlings und seiner Schüler das von Joachim Neubüser 1986 an der RWTH Aachen initiierte und in C implementierte Computeralgebrasystem GAP. 1995 bis 2007 war er im Leitungsrat von GAP.
Zu seinen Doktoranden gehörten die Professoren Meinolf Geck, Klaus Lux, Götz Pfeiffer, Jürgen Müller sowie Klaus Breuer, der wesentlich an der GAP-Entwicklung beteiligt ist.
Pahlings war verheiratet und hatte drei Söhne.

## Schriften
- mit Klaus Lux: Representations of Groups. A computational Approach. Cambridge UP 2010